# Hormigonera

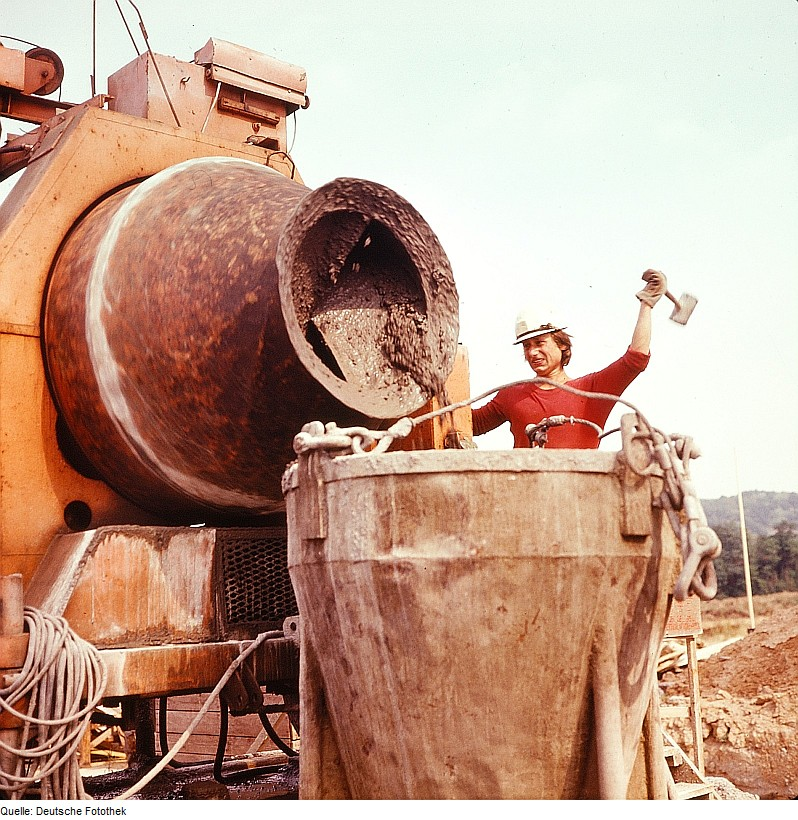
Hormigonera fija en 1976.

Una hormigonera, betonera, revolvedora o mezcladora es un aparato o máquina empleada para la elaboración de hormigón que consta de un tambor rotatorio en el cual se mezclan y remueven los componentes del mismo. Su principal función es la de suplantar el amasado manual de los diferentes elementos que componen el hormigón: cemento, áridos y agua. Los áridos empleados en la elaboración del hormigón suelen ser gruesos y de elevado peso por lo que la mecanización de este proceso supone una gran descarga de trabajo en la construcción.
La hormigonera fue inventada por el industrial de Columbus (Ohio), Gebhardt Jaeger.

## Tipos

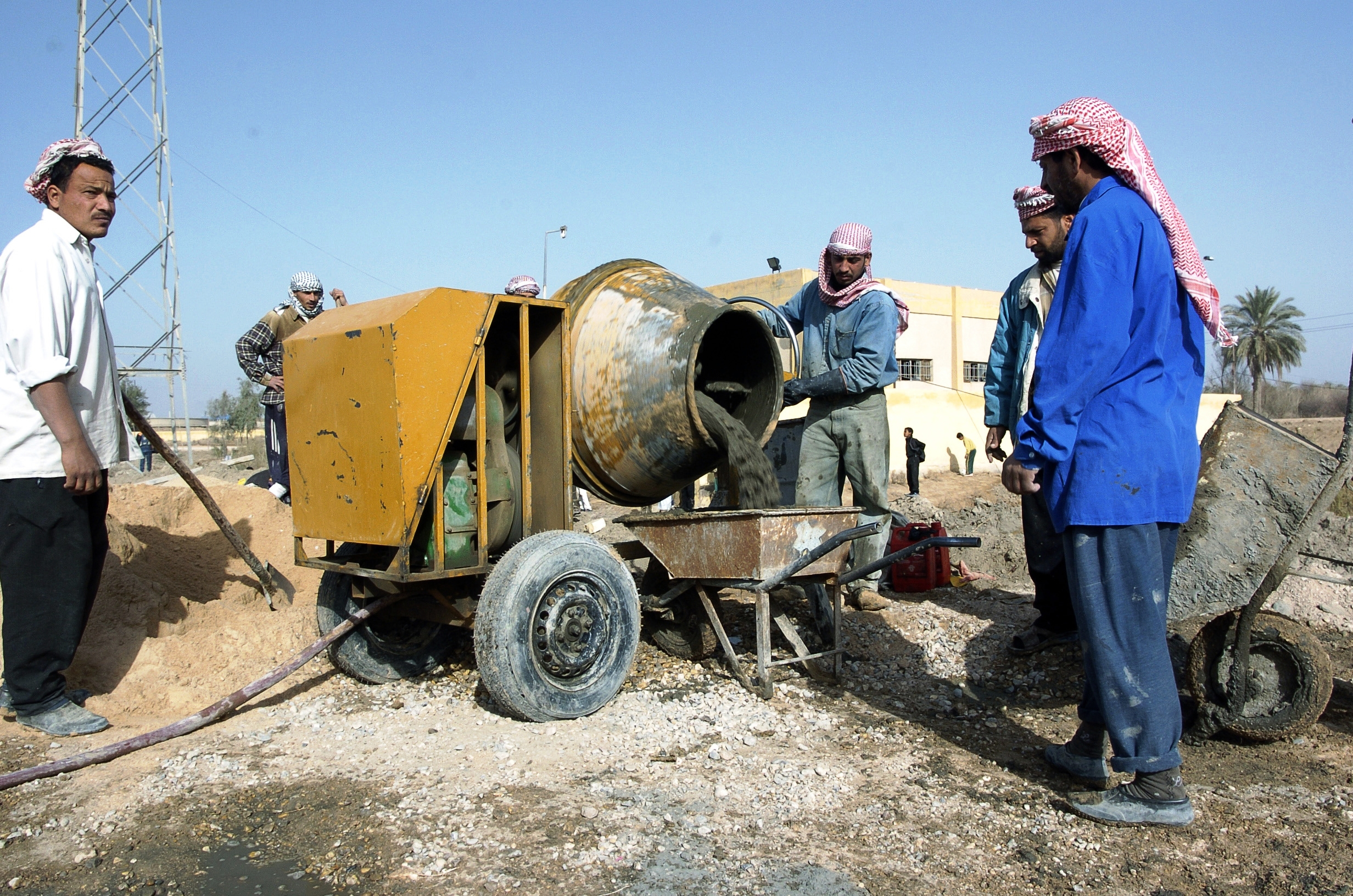
Hormigonera móvil,muy sencilla para pequeñas obras

Según el tipo de hormigonera estas pueden ser:
- Fijas (o semifijas). Suelen colocarse de forma permanente o semi-permanente en el lugar donde se va construir o en un punto desde donde servir a diversas obras en un tiempo no crítico para el fraguado de la masa de hormigón.

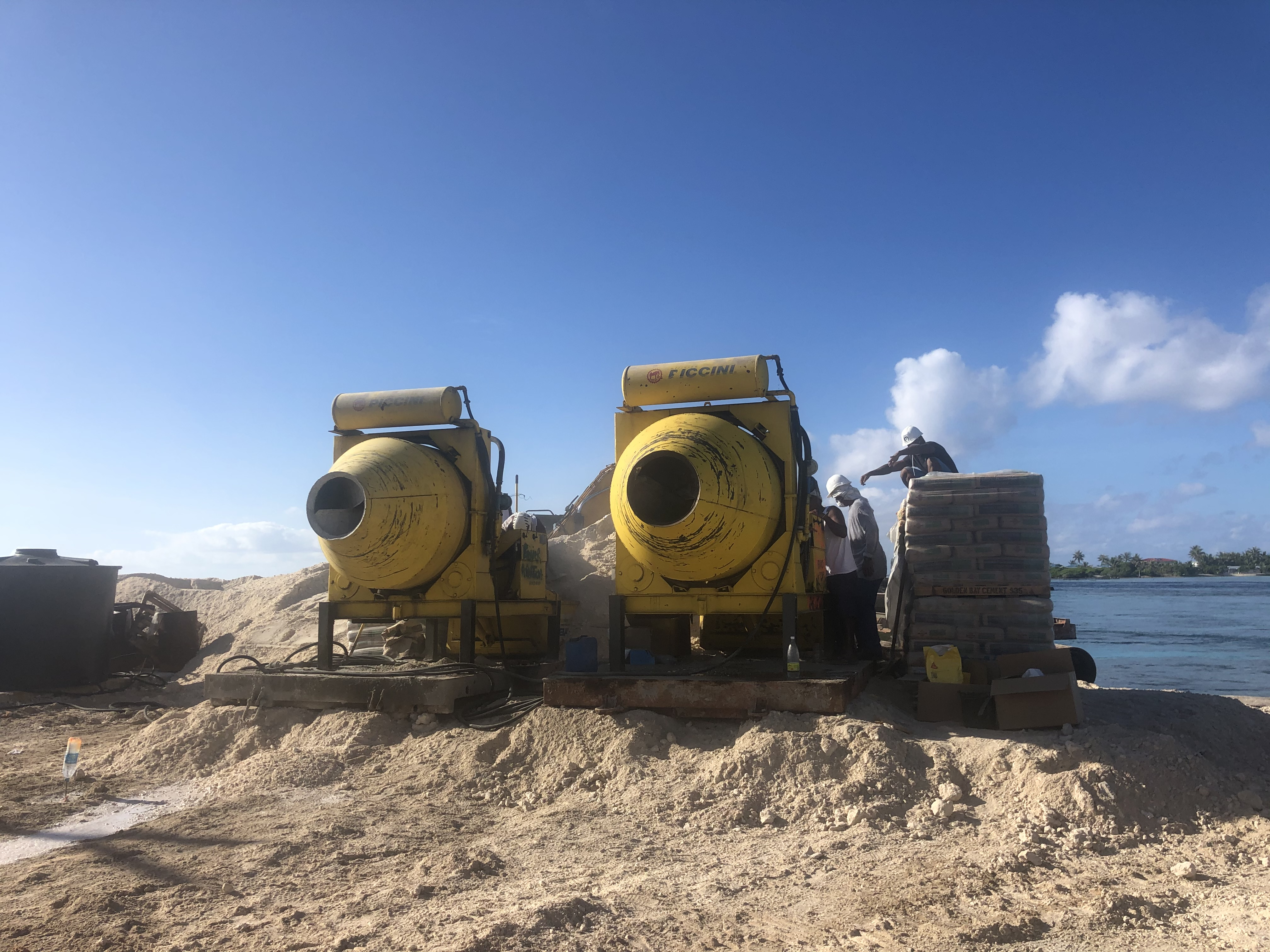
Hormigoneras móviles en una obra en Arutua

- Móviles o portátiles. Son aquellas dotadas de ruedas y que se transportan al lugar donde va a elaborarse el hormigón. También se pueden encontrar bajo nombres como por ejemplo hormigoneras ligeras, portables, etc. debido a la construcción de su estructura base formada por un chasis reforzado que termina con la instalación de dos ruedas que permite el movimiento de la máquina en sitios muy estrechos y con una facilidad que otros modelos no ofrecen. Debido a su formato, este tipo de hormigoneras suelen tener una capacidad de la cuba bastante reducida ya que van destinadas especialmente para trabajos domésticos. Uno de los principales beneficios de estas máquinas es el poco espacio de almacenamiento que necesitan ya que normalmente son desmontables y caben en una caja.[4]

- Automáticas o industriales. Suelen utilizarse en obras de mayor tamaño ya que son capaces de fabricar grandes cantidades de hormigón. Disponen de su propio depósito de agua y una cuba de carga lo que ayuda a automatizar el proceso de producción y a realizar una masa homogénea, respetando siempre las cantidades de agua, cemento y otros componentes. Los dos motores de los que disponen: eléctrico o de gasóleo la hacen perfecta tanto para trabajos en sitios que disponen de corriente eléctrica y para los que no.

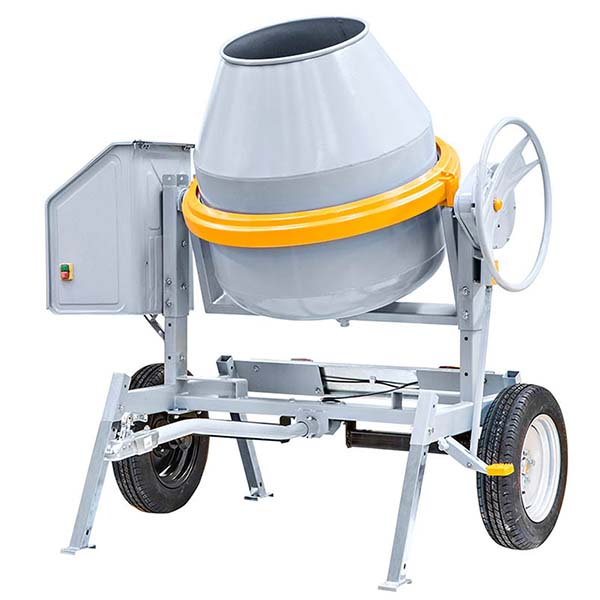
Hormigonera remolcable.

- Remolcables. Vienen dotadas de un chasis reforzado terminado en la parte inferior con unos neumáticos sólidos y unas llantas de acero. También disponen de una barra resistente que permite el enganche de la máquina a la bola de un coche. De esta forma, estas hormigoneras se pueden transportar muy fácilmente al sitio de la obra sin necesidad de meterlas dentro de una furgoneta o en una plataforma. Son modelos ideales para los constructores que requieren de máxima autonomía y que necesitan moverse a diferentes obras en tiempo récord. En función del tamaño de la máquina, estas pueden ser dotadas de dos o cuatro ruedas.

Según el tipo de motor que llevan, éstas pueden ser:
- Eléctricas — dotadas con motor eléctrico. Estas se utilizan para trabajos más sencillos, necesitando siempre una toma de corriente o un generador eléctrico.
- Diésel — dotadas con motor que funciona con gasóleo. Estas hormigoneras suelen ser de tamaños grandes dado que el motor diésel genera una gran potencia.
- Gasolina — dotadas con motor de gasolina. Este tipo de hormigoneras es el más común dado su alto rendimiento y la posibilidad de llevar la máquina en cualquier sitio sin la necesidad de disponer de alimentación con corriente eléctrica.
- Agrícolas — no llevan motor pero se acoplan al tractor como un apero más.
- Industriales — se utilizan en obras amplias donde se precisa de grandes cantidades de cemento. La cuba suele tener más de 500 litros de capacidad útil.

## Camión hormigonera

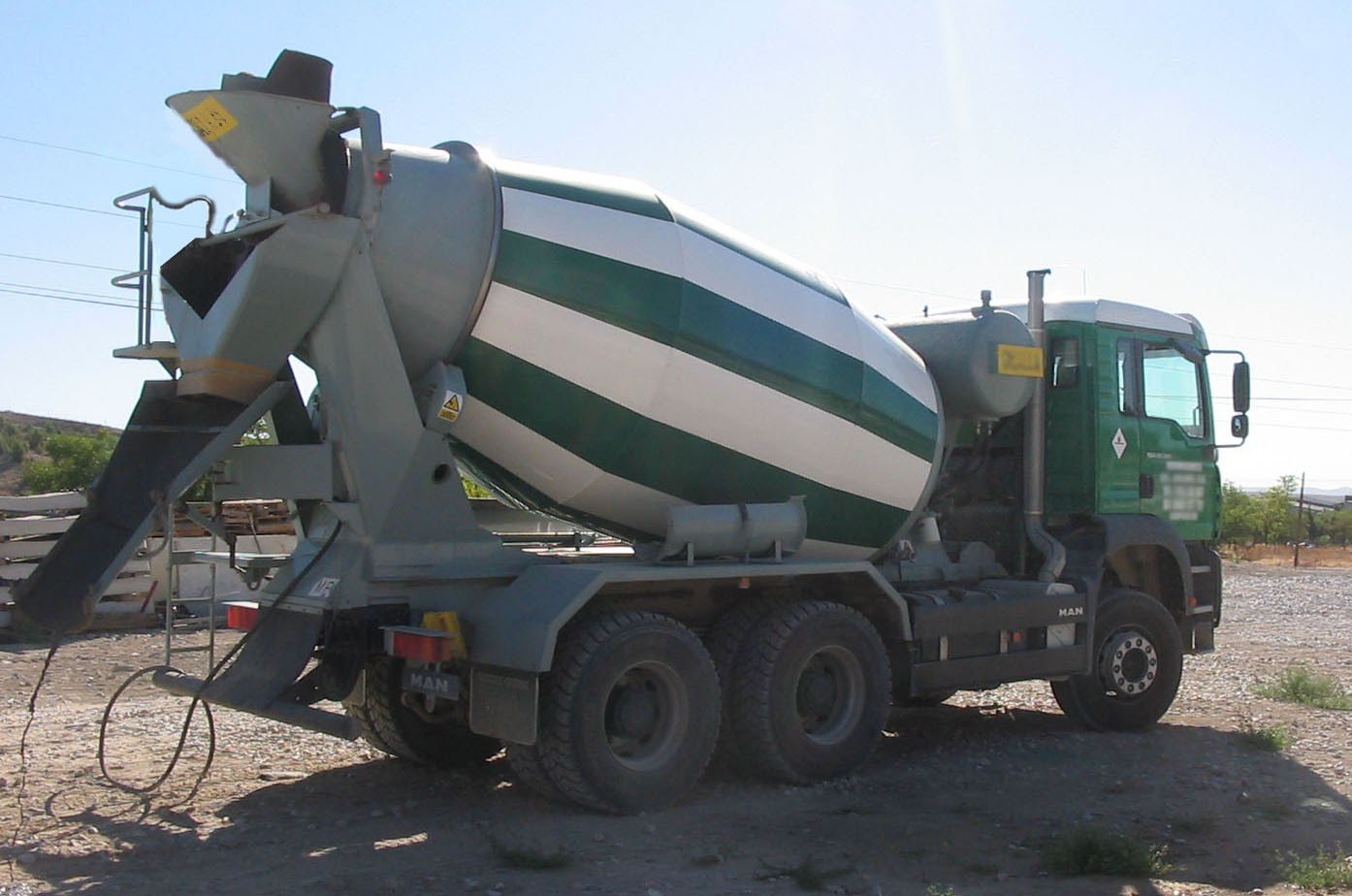
Camión hormigonera Man TGA.

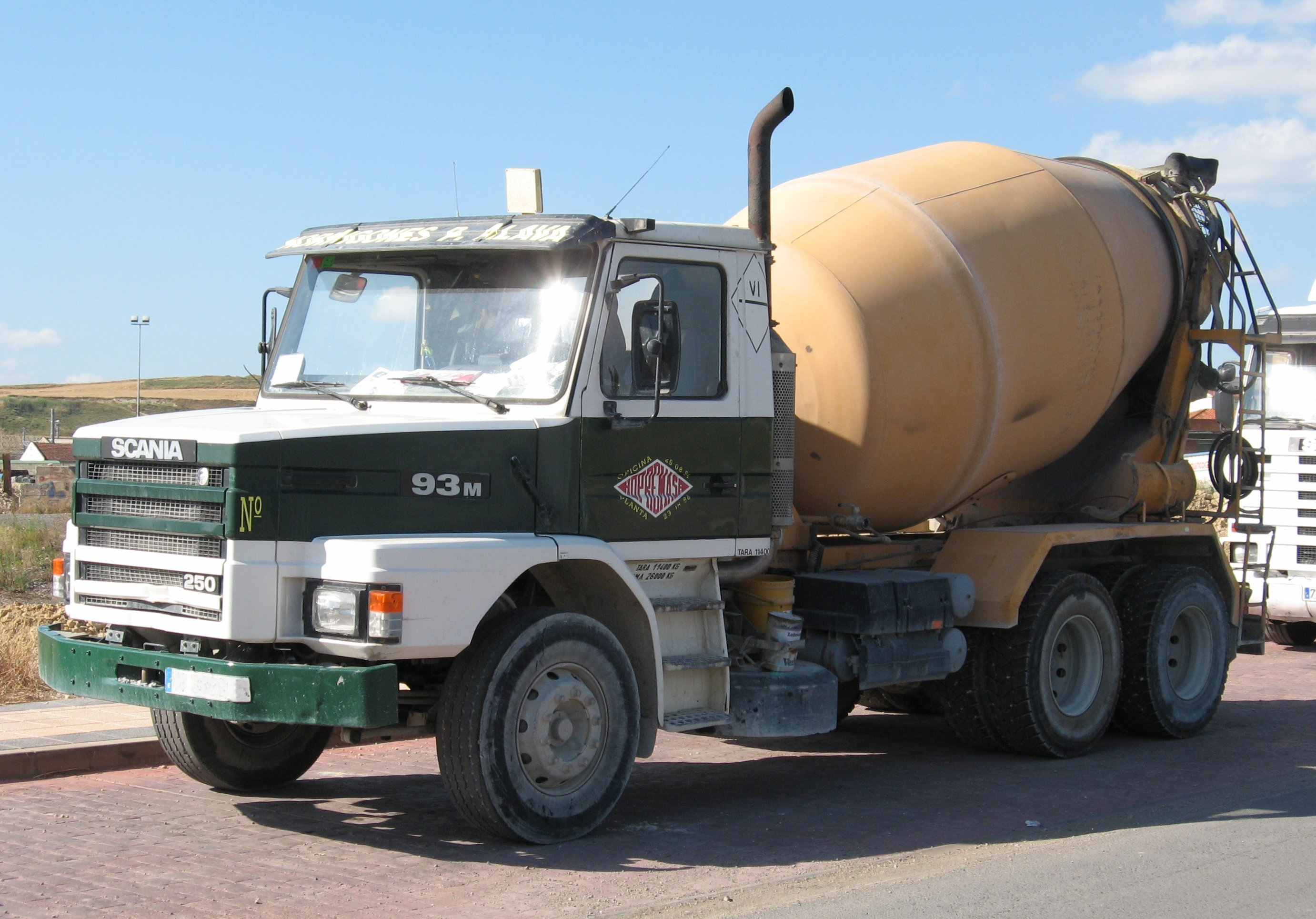
Camión hormigonera Scania 93M 250 en Miranda de Ebro.

El camión hormigonera es un camión especializado en el transporte de hormigón. La diferencia con otros camiones, se basa en que sobre el bastidor del camión tiene una cuba de forma aproximadamente cilíndrica y ensanchada. Esta cuba va montada sobre un eje inclinado con respecto al bastidor, de forma que pueda girar. 
El principio de funcionamiento es muy simple, se trata de mantener el hormigón en movimiento con el fin de retrasar su fraguado y lograr homogeneidad en la mezcla. Este movimiento se consigue a través de un motor auxiliar o por transmisión del propio motor del camión de forma mecánica o hidráulica.
Dentro de la cuba hay unas palas en una posición determinada y soldadas a las paredes de la misma, de forma que cuando la cuba gira en un sentido lo que hace es mezclar el hormigón y si gira en sentido contrario expulsará el hormigón por la abertura del extremo opuesto a la cabina.
Deido al gran peso de la cuba, estos camiones poseen doble eje trasero (llamado cuatromanos en Colombia y toronto en Venezuela). 

### Funcionamiento
La cuba se llena en la planta con los áridos,el cemento y el agua en las proporciones exigidas por el comprador y desde ese momento, aprovechando el transporte, el contenido se irá mezclando. Al llegar a destino el hormigón está mezclado.
La descarga se realiza a través de una canaleta que de forma manual o hidráulica se ajusta a la inclinación adecuada permitiendo además el movimiento de 180° para poder extender el hormigón uniformemente.
Es el conductor o ayudante del camión el que realiza la descarga mediante unos mandos que se encuentran en un lateral, de forma que vea en todo momento la descarga del hormigón a la canaleta.
Para terminar es imprescindible el limpiado de la cuba después de la descarga, para ello el camión suele llevar un depósito de agua con el mecanismo apropiado para que salga por una manguera a cierta presión.
En algunos países se le da el nombre de camión mezclador. En algunas partes de México se le conoce como trompo debido a su parecido con el juguete tradicional, asimismo en el país también se les conoce como revolvedoras u ollas Ídem.